# Stazione meteorologica di Monreale
La stazione meteorologica di Monreale è la stazione meteorologica di riferimento relativa alla località di Monreale.

## Coordinate geografiche
La stazione meteo si trova nell'Italia insulare, in Sicilia, in provincia di Palermo, nel comune di Monreale, a 310 metri s.l.m. e alle coordinate geografiche 38°05′N 13°17′E.

## Dati climatologici
In base alla media trentennale di riferimento 1961-1990, la temperatura media del mese più freddo, gennaio, si attesta a +10,5 °C; quella del mese più caldo, agosto, è di +25,8 °C .
| Moreale            | Mesi | Mesi | Mesi | Mesi | Mesi | Mesi | Mesi | Mesi | Mesi | Mesi | Mesi | Mesi | Stagioni | Stagioni | Stagioni | Stagioni | Anno |
| Moreale            | Gen  | Feb  | Mar  | Apr  | Mag  | Giu  | Lug  | Ago  | Set  | Ott  | Nov  | Dic  | Inv      | Pri      | Est      | Aut      | Anno |
| ------------------ | ---- | ---- | ---- | ---- | ---- | ---- | ---- | ---- | ---- | ---- | ---- | ---- | -------- | -------- | -------- | -------- | ---- |
| T. max. media (°C) | 14,3 | 15,2 | 17,2 | 20,0 | 24,3 | 28,0 | 30,8 | 31,0 | 27,5 | 23,3 | 19,3 | 15,5 | 15,0     | 20,5     | 29,9     | 23,4     | 22,2 |
| T. min. media (°C) | 6,8  | 6,8  | 8,3  | 10,3 | 13,9 | 18,0 | 20,3 | 20,7 | 18,5 | 14,8 | 11,5 | 8,5  | 7,4      | 10,8     | 19,7     | 14,9     | 13,2 |